# Argiocnemis ensifera
Argiocnemis ensifera är en trollsländeart som beskrevs av Maurits Anne Lieftinck 1932. Argiocnemis ensifera ingår i släktet Argiocnemis och familjen dammflicksländor. Inga underarter finns listade i Catalogue of Life.